# Battle for the Sun (cântec)
Battle for the Sun este single-ul promoțional de pe albumul cu același nume al formației de rock alternativ Placebo. A fost difuzat pentru prima oară pe data de 17 martie 2009, la emisiunea lui Zane Lowe de pe BBC Radio 1, și ulterior fanii l-au putut downloada gratuit de pe site-ul oficial al formației. Nu a existat videoclip pentru această piesă, ea fiind difuzată exclusiv la radio.
După lansarea acestui cântec, Placebo au făcut disponibilă spre download o altă melodie, „Ashtray Heart” (ulterior lansată ca single), însă aceasta a fost destinată numai publicului din Japonia.
Ca un detaliu interesant, Placebo au creat o casă de producție (pentru că albumul Battle for the Sun este auto-produs) numită Dreambrother Records (inspirată din versul Dream brother, my killer, my lover).

## Despre lirică
„Battle for the Sun” beneficiază de unele dintre cele mai simple și directe versuri scrise vreodată de formația Placebo, semnificând dorința de a lupta pentru lumină, încercarea de a duce o viață fericită, dublată de conștiința că s-ar putea să nu fie foarte ușor: „I will battle for the sun / And I won't stop until I'm done / You are getting in the way / And I have nothing left to say” („Mă voi lupta pentru lumină / Nu mă voi opri până nu voi reuși / Îmi stai în cale / Nu mai am nimic de spus”).